# Uhambingeto
Uhambingeto ist ein Verwaltungsbezirk (englisch Ward) des Distrikts Kilolo in der tansanischen Region Iringa.

## Geografie
Uhambingeto ist ein Bezirk etwa 40 Kilometer nordöstlich der Regionshauptstadt Iringa. Er liegt auf einem Hochplateau in rund 1400 Meter Seehöhe mit Erhebungen bis zu 1800 Metern und grenzt im Norden an Malengamakali, Ibumu und Image, im Süden an Ilula, Nyalumbu und Lugalo und im Westen an Irole, Kising'a und Kihorogota. Bei der Volkszählung 2022 lebten 11.915 Menschen in 3141 Haushalten auf einer Fläche von 364 Quadratkilometern.

## Gliederung
Der Bezirk besteht aus sechs Gemeinden (swahili Mtaa) mit 23 Orten (Kitongoji):
| Ikuka - Uhambule - Ikuka - Kituve - Madukani - Vilamba | Vitono - Vitono Kati - Dunguya - Kifumbi - Iduvandembwe | Uhambingeto - Muwimbi - Bomalang'ombe - Godauni - Makanyagio | Kipaduka - Kipaduka - Kihesa | Ng'osi - Ng'osi - Kiwisa - Nyamusowa | Iwungi - Iwungi - Ikuka B - Mnusi - Matambo - Kibamba |

## Infrastruktur
- Bildung: Die Uhambingeto Secondary School ist eine staatliche weiterführende Schule, die Tages- und Internatsschüler bis zur 4. Stufe ausbildet.[7]